# Ислам в Дагестане
Ислам в Дагестане исповедуется абсолютным большинством жителей. Мусульманами являются более 96 % населения, 95 % мусульман исповедуют ислам суннитского толка, остальные 5 — шиитского. Большинство суннитов придерживаются шафиитского мазхаба.

## История распространения

### Появление
Ислам появился в Дагестане ещё в VII веке, при втором праведном халифе Умаре ибн аль-Хаттабе (634—644). На тот момент арабские источники зафиксировали здесь государства Лакз, Табасаран, Зирихгеран, Кайтаг, Гумик, Серир, Джидан. Халиф Умар поручил Сурак ибн Амру совершить поход на Аль-Баба — «Ворота», так называли Дербент. В 642—643 году войска подошли к городу и его правитель Шахрбараз вынужден был подчиниться при особых гарантиях. Позже хазары при помощи местных непокорных племён заставили арабов оставить Дербент и отступить. В 652 году арабы в очередной раз взяли Дербент.

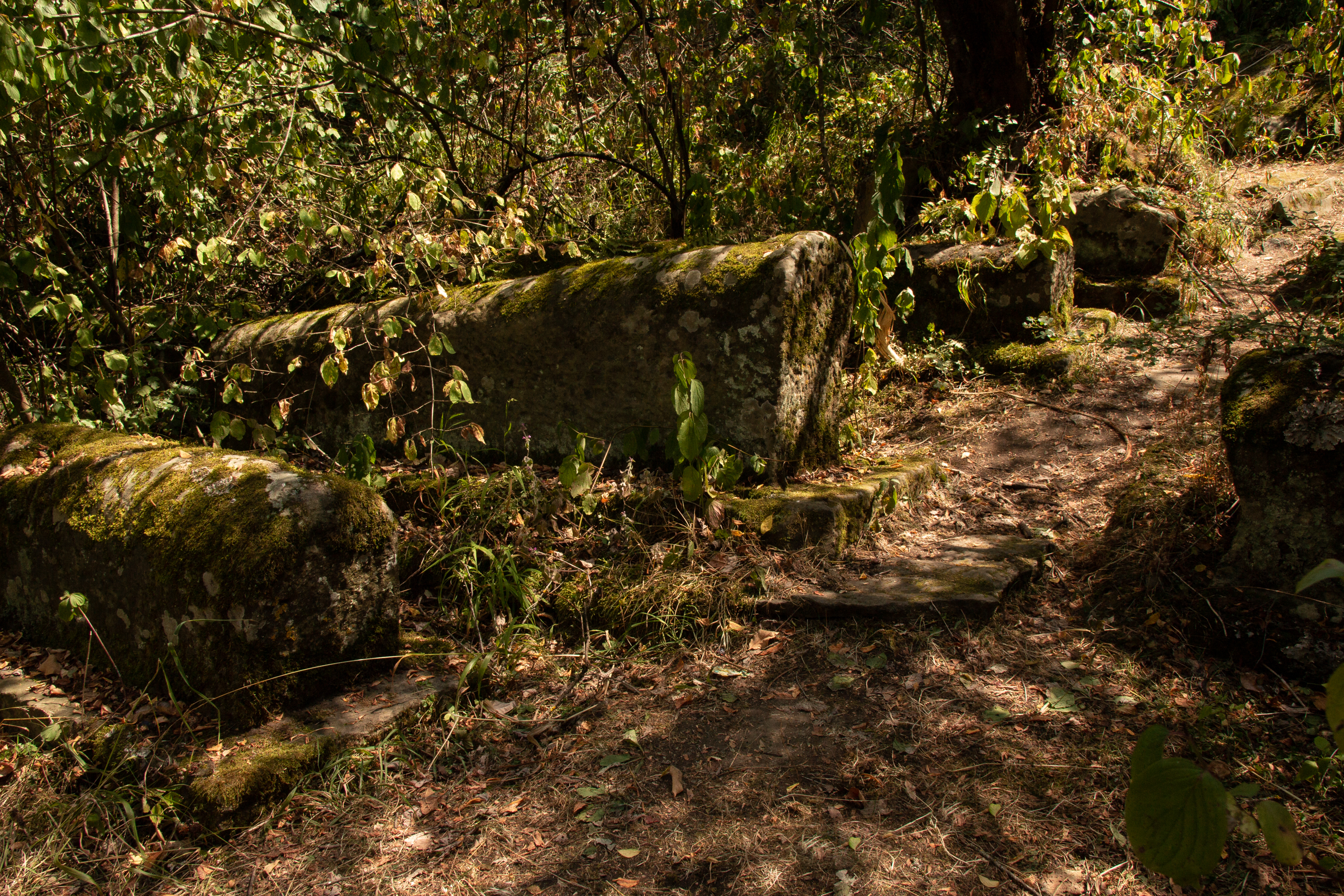
Кала-Корейш, могилы арабо-мусульманских воинов

Мусульмане окончательно укрепились в Дербенте в VIII веке, они сделали его своей крепостью на северных границах государства и форпостом для дальнейшего продвижения ислама. В это время положено начало распространения ислама в Южном, а затем в Центральном и Северо-Западном Дагестане. Как писал арабский историк ал-Йакуби, дагестанские владения, как правило, без боя принимали арабов и заключали с ними мирные договоры. В древних хрониках и надписях исламизация Восточного Кавказа также приписывается полулегендарному Абу Муслиму.
Абу Хамид ал-Гарнати, который был в 1131 году в Дагестане, писал о арабском полководце Масламе ибн-Абдулмалике: «…приняли из его рук ислам многочисленные народы, в том числе лакзан, и филан, и хайдак, и заклан, и гумик, и дархах…».
К началу IX века арабские походы на край прекратились. Ислам к этому времени утвердился приблизительно на пятой части территории региона.

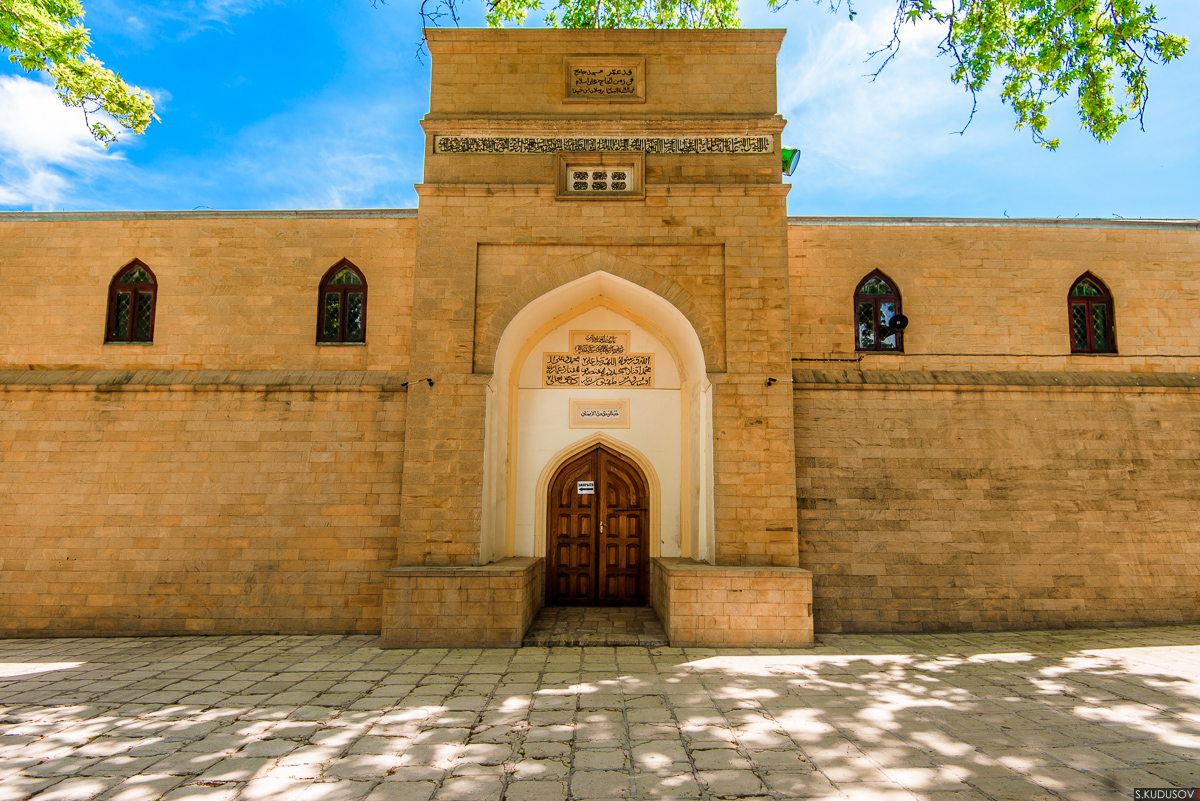
Древняя дербентская джума-мечеть

К XI веку Дербент превращался в крупный исламский центр. Пограничные посты, состоявшие из арабских переселенцев, превращались в центры обучения и практики религии.
В 995 году ислам приняли жители Уркараха и ближайших селений. В течение XI—XII веков ислам принимают жители Южного и Центрального Дагестана. Имеются свидетельства строительства мечетей в селениях Каракюре, Цахур, Ихрек, Гельмец, Фите, Кумух и других.

### Укрепление
Активную роль в исламизации сыграли турки-сельджуки, в середине XI века установившие своё влияние в Дагестане. Считается, что медресе в Цахуре — первое высшее образовательное учреждение на территории Российской Федерации. Его построили обучавшиеся в Багдаде местные жители по указанию сельджукского визиря Низама аль-Мулька в 1075 году.

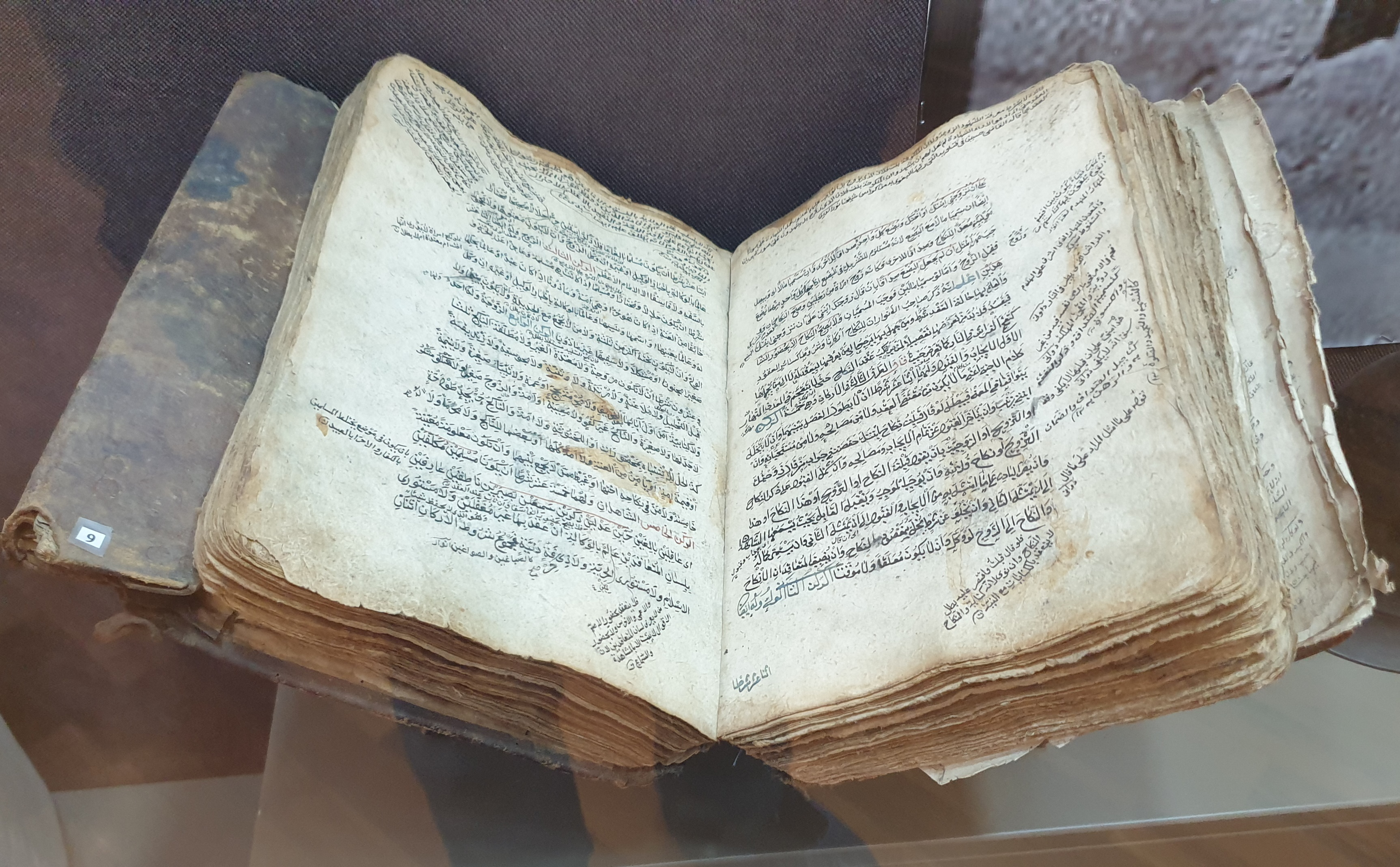
Сочинение по мусульманскому праву за авторством шейха аль-Газали, переписанное в Дагестане (село Гидатль) в 1656 году. Национальный музей Республики Дагестан им. А. Тахо-Годи

Наиболее ускоренно процесс, завершивший исламизацию Дагестана, происходил в XIV—XV веках и полностью завершился в XVII веке.
В XVI—XVII веках проходило бурное распространение среди дагестанцев арабской письменности, языка, развития местной литературы на арабском языке, а также практики местных языков на аджаме. Имеются сведения о крупных центрах ислама в городах и сёлах Дербент, Ахты, Кумух, Согратль, Усиша, Муги и других. Есть данные о переписанных в Дагестане книгах известных мусульманских ученых в области грамматики, космографии, логики и правоведения. Известными знатоками исламских наук того времени были Мухаммед из Кудутли, Дамадан из Муги, Шарабан из Обода, Абдул Басир из Ахара, Омар из Камахали, Али-Риза из Согратля, Омар из Дусраха, Курбан из Танты, Мухаммед из Кули, Мухаммед из Ругуджа, Нажмудин из Кумуха.

### Религиозные войны
В начале XVIII века усилилось сопротивление дагестанцев против персидских вторжений. Южно-Дагестанский религиозный деятель Хаджи-Дауд, поддержанный Сурхаем Казикумухским и Ахмед-ханом Кайтагским, провозгласил джихад против шиитов, угнетающих суннитское население Дагестана, и персы были изгнаны местными силами.

В 1741 году персы также были повторно разбиты дагестанскими силами после сражения в Андалале. Описывая этот период, М. Н. Покровский писал: 
«Дагестан снабжал весь Восточный Кавказ знатоками арабского языка, чтецами, муллами, кадиями … Эта груда скал была едва ли не самым грамотным местом на Кавказе»
В XIX веке началась крупномасштабная военная экспансия России на Кавказ, повлёкшая за собой Кавказскую войну. В ответ на навязываемые и чуждые правовые, культурные, общественные и прочие элементы оккупационных властей получило популярность движение мюридизма, которое сильно обострило национально-освободительное движение, сделав его ещё и религиозным — газаватом. Газават, объявленный шейхом Мухаммадом Ярагским, — это восстание против подчиненности, подневольности, за освобождение от гнёта в любом виде, будь то местная знать или царские солдаты и чиновники. За свою фетву шейх подвергался критике в том числе и среди религиозной элиты, но распространению его идей это не сильно помешало.
В 1824 году Гази-Мухаммад из Гимры был избран имамом Дагестана объявил джихад. Его успешная борьба против местных ханов и русских гарнизонов стала твёрдой почвой для образования единого государства мусульман — Имамата. После гибели Гази-Мухаммада имамом был избран Хамзат-бек, а вскоре после него в 1834 году — Шамиль.
25-летнее сопротивление горцев Дагестана и Чечни под командованием имама Шамиля против местных владетелей и могущественной России сделала Дагестан известным во всем образованном мире. Дагестан вошёл в мировую историю.
После окончательного укрепления царской власти на Кавказе, исламское право и тарикаты стали подвергался различным гонениям, из-за чего в различных регионах Дагестана вспыхивали восстания в 1861—1862, 1866 и 1871 годах.
В 1877 году в Дагестане и Чечне прошло мощное антироссийское восстание, мотивированное Русско-Турецкой войной, охватившее весь Дагестан. Избрали нового, четвёртого, имама Дагестана Хаджи-Мухаммада Согратлинского. Восстание жестоко подавили, казнили множество религиозных лидеров. Из Дагестана выслали в отдаленные районы России около 5 тысяч человек с семьями, в том числе дети и старики.

## Ислам в Дагестанской области Российской империи

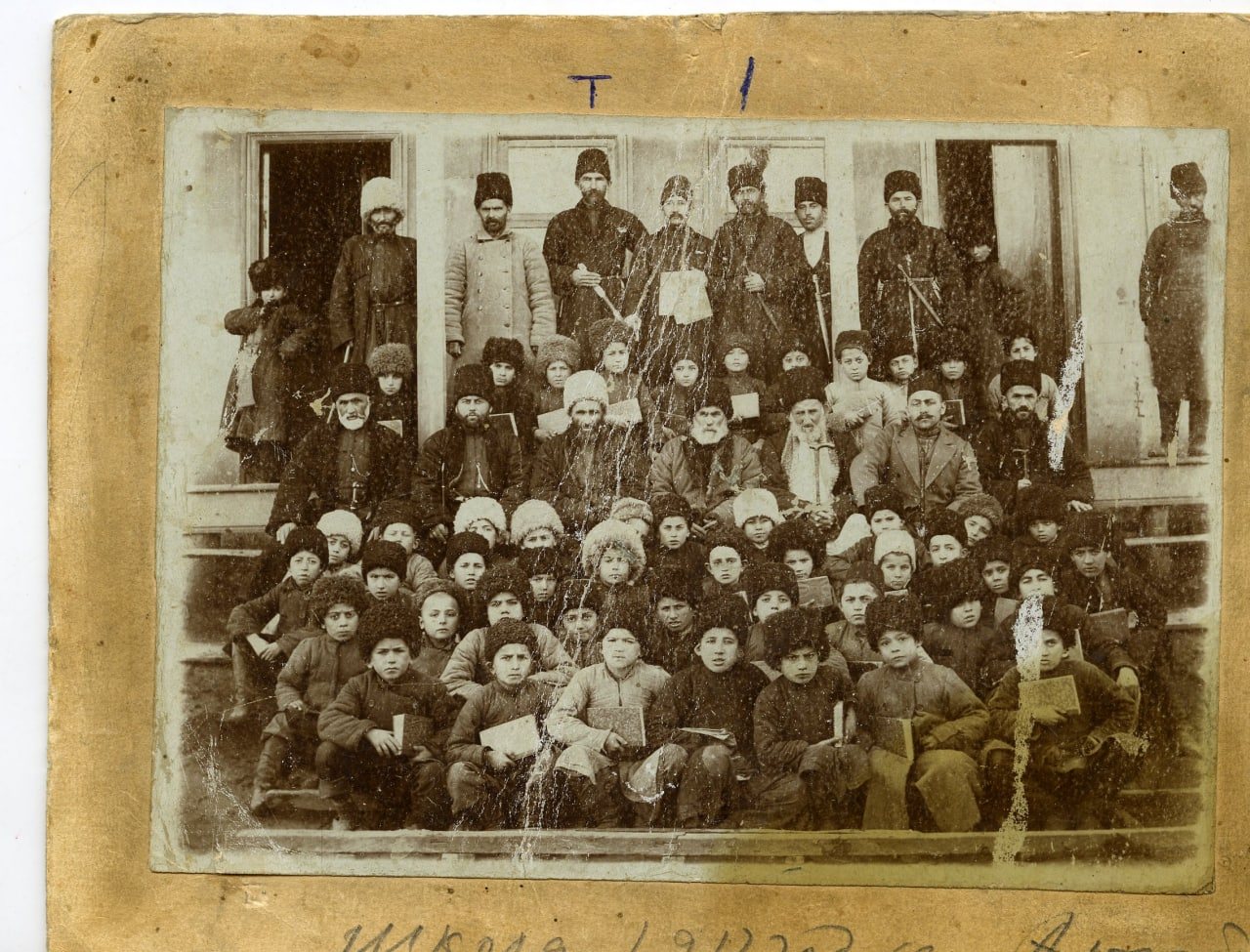
Учителя и учащиеся (сугубо - мужской пол) Аксайского медресе Дагестан. 1913 год.

На Дагестан не распространялись гражданские порядки, установленные в Российской империи, а продолжало сохраняться военное правление, бывшее, по сути, колониальным режимом. Царская администрация отвергла шариат, сделав ставку на сохранение традиционного джамаатского строя с опорой на адаты.
Духовенство было отстранено от управления, однако кадий был консультантом по исламскому судопроизводству и ведал религиозными делами джамаата.
По мере роста общественных и революционных движений в России значение ислама в области только усиливалось. Согласно переписи 1897 года, в Дагестанской области из 571 154 человек населения грамотными были 52 826, из них арабский язык знали почти 40 тысяч, то есть более 75 % всех грамотных. В 1904 году здесь было 685 мусульманских школ, мактабы и медресе, где обучались 5118 учащихся, в 1914 году, стало 743 мактабов и медресе с более 7000 учащихся.
В типографии Мавраева в Темир-Хан-Шуре было издано тысячными тиражами, помимо Корана, более 100 различных религиозных книг дагестанских алимов на арабском и родных языках на аджаме. В типографии Михайлова в Порт-Петровске издавалось много духовной культуры. С января 1913 по 1918 года издавалась под редакцией Али Каяева еженедельная газета «Джаридат Дагестан». В 1912 году в Петербурге дагестанец Саид Габиев начал издавать «Мусульманскую газету», которая распространялась по всей империи.
В начале апреля 1917 года, уже после Февральской революции, в Темир-Хан-Шуре было образовано общество «Джамиат-Уль-Исламие». Мусульманские комитеты создали и в Порт-Петровске и Дербенте. Горская жизнь, свободная после свержения царизма от феодального и чиновничьего контроля, возвращалась к своим исконным формам самоуправления.
В 1919 году начались крупные восстания против оккупации Дагестана Добровольческой армией Деникина, национально-освободительную борьбу возглавил шейх Али-Хаджи Акушинский. В тот же период, после фактической ликвидации Горской республики, был учреждён Северо-Кавказский эмират со столице в чеченском селе Ведено, эмиром стал шейх Узун-Хаджи. Однако после скорой смерти эмира, эмират распался, а у власти по исходу гражданской войны закрепились большевики.

## Ислам в Дагестанской АССР
В 1920 году в некоторых районах Дагестана вспыхнуло антисоветское восстание под предводительством Нажмудина Гоцинского, восстание носило религиозных характер. 13 ноября 1920 года на съезде в Темир-Хан Шуре была провозглашена Дагестанская Автономная Советская Социалистическая Республика в составе РСФСР. Республике предоставлялись «права управляться на основании своих законов и обычаев».
Лозунг утверждения ислама и шариата после поражения царизма был самым популярным в Дагестане. Большевики исключительно из политических соображений напрямую признали шариат правомочным правом в Дагестане.
И. В. Сталин на съезде в Теми-Хан Шуре отмечал:
«враги советской власти распространяют слухи, что советская власть запрещает шариат. Я здесь от имени правительства РСФСР уполномочен заявить, что эти слухи неверны. Правительство России предоставляет каждому народу полное право управляться на основании своих законов и обычаев. Советское правительство считает шариат таким же правомочным, обычным правом, какое имеется и у других народов, населяющих Россию»
В 1922 году поземельные споры были убраны из ведения шариатских судов, их отвели окружным земельным комиссиям.
В 1923 году учредили 11 окружных шариатских судов. Казалось, что религия в ДАССР может быть интегрирована в политико-правовой контекст коммунистической системы. В 1924 году решением ревкома установили официальные праздники-выходные: Курбан-байрам и Ураза-байрам. В 1925 году в дагестанских мектебах и медресе обучались 11 631 учеников. Духовенство составляло 40 тысяч человек, это шейхи, имамы мечетей, муллы, кадии, алимы и муталимы, это 4 % от населения Республики. В общем по России духовенство не составляло 0,1 %.
В 1923 году из полномочий шариатских судов изъяли дела по убийствам и кровной мести, через год шариатские суды сняли с казенного содержания. В 1925 году ввели сельские словесные суды, существовавшие параллельно с шариатскими.
18 апреля 1927 года сельские и окружные шариатские суды были упразднены, продолжение шариатского судопроизводства рассматривали как уголовное преступление.
До революции в Дагестане насчитывалось 1700 мечетей, к 1928 году — уже 2000. С 1928 года начали закрывать мектебы, а также репрессировать служителей культа. В Архангельскую область были сослано более 800 религиозных деятелей.
В 1927 году власти питались поставить вопрос о национализации вакуфов, но сопротивление жителей не дало это осуществить. В 1929 году коллективизация и раскулачивание позволили отменить и вакуф.
После начала 1930-х мечети стали закрываться административными мерами, исламские праздники отменили, запретили исламское образование. По данным Дагсовета воинствующих безбожников, в 1930 году в ДАССР было 2 тысячи мечетей, 2500 мулл, 2000 исламских учеников. Главных представителей духовенства арестовывли, ссылали в отдалённые краи страны. Шейх-уль-ислам Али-Хаджи Акушинский был обвинён в подготовке антисоветского мятежа, его семью и окружение сослали в Киргизию и Сибирь, а сам он ввиду крайне преклонного возраста ограничился домашним заключением.
В 1932 году была объявлена Безбожная пятилетка, борьба с религией стала для властей противостоянием с политическим врагом.
В 1937 году в ДАССР было закрыто 101 молитвенное здание, в 1938—136, 1939—125, 1940 — 33, а в 1941 — 9. Это были последние легально работавшие мечети.
В 1945 году начали открывать первые официальные мечети. На 1951 год в Дагестане было 54 исламских служителя и 26 официально действующих мечетей. Ислам стал законной, но строго ограниченной и контролируемой властями составляющей жизни людей.
При Хрущёве открытие новых легальных мечетей было приостановлено. В ДАССР к середине 1960-х существовало более 70 зияратов и около 40 неофициальных мечетей.
К началу 1980-х, после исламской революции в Иране и ввода войск СССР в Афганистан, власти активизировали противодействие нарастающему среди молодежи интересу к исламу.

## Ислам в Республике Дагестан Российской Федерации
В современности около 95 % населения Республики считают себя мусульманами. Основная часть населения исповедует ислам суннитского толка: аварцы, даргинцы, кумыки, лезгины, лакцы, табасараны, агулы, цахуры, чеченцы, ногайцы и часть азербайджанцев.
Большинство суннитов относятся к шафиитскому мазхабу. Ногайцы и часть кумыков ,а также азербайджанцы-терекеменцы придерживаются ханафитского. Шиизм исповедуют большинство азербайджанцев, живущих в Дербенте., в Махачкале и Кизляре, а также жители одного лезгинскоко села Мискинджа в Докузпаринском районе.Азербайджанцы Дербентского  и Табасаранского районов в основном мусульмане сунниты.

### 90-e
В период с 1989 по 1994 года исследователями отмечается всплеск религиозной активности населения, так называемая «реисламизация» после развала СССР, образовывались множества исламских организаций, сопровождавшиеся конфликтами верующих с органами власти, а также появлением различных национальных движений.
В мае 1989 года в Махачкале был организован первый съезд мусульман Северного Кавказа. На съезде религиозные активисты предъявили муфтию ДУМСК балкарцу Махмуду Геккиеву обвинения «во взяточничестве, моральном разложении и сотрудничестве с КГБ и потребовала его отставки». Власть попыталась помешать, однако после громких митингов и силовой акции 13 мая 1989 года здание ДУМСК было захвачено противниками муфтия, которого выдворили из помещения. Вместо него пост занял кумык Мухаммад-Мухтар, имам мечети села Тарки. Тот также покинул пост, место занял даргинский алим Абдулла-хаджи Алигаджиев. Вскоре ведомство было распущено, в Дагестане начали образовываться свои Духовные Управления Мусульман. Первым муфтием ДУМ Дагестана избрали кумыка Багаутдин-хаджи. Однако у ДУМД не получилось стать главной религиозной организацией из-за роста национальных общественных движений, предвещавших отдельные ДУМ кумыков, даргинцев, аварцев и так далее. Моноэтническим ДУМам в 1992 году отказали перерегистрации в Минюст Республики, что не помешало их влиянию среди своих.
Одновременно с национально-ориентированными религиозными организациями возникали и сугубо исламские движения, противопоставившие себя национальным лозунгам. В 1989 году Хасбулат Губденский (Хасбулат Хасбулатов) вместе с кадием села Акуша учредили организацию «Джамаатуль муслими». В сентябре 1990 года основана первая исламская политическая партия в Дагестане «Исламско-демократическая партия Дагестана». В 1990 году в Астрахани на съезде мусульман СССР образовали Исламскую партию возрождения, или «Нахдатун» (от нахда — возрождение).
В 1991 году прошли митинги верующих, требовавших снизить расходы на паломничество в Мекку.
В 1995 развивается жесткая конфронтация между двумя исламскими течениями — исламскими фундаменталистами и суфиями-тарикатистами. Этот период идёт параллельно с Первой чеченской войной. 18 августа 1998 года религиозными фундаменталистами было объявлено о создании «отдельной исламской территории» в Кадарской зоне, которая позже была ликвидирована федеральными войсками в ходе спецоперации. Период заканчивается Вторжением боевиков в Дагестан в 1999, после чего был принят закон «О запрете ваххабитского течения».
В 1987 году легально в Республике действовали 27 мечетей. В 1994 году — более 1 тыс. Первоначально рост был обусловлен тем, что сохранившиеся мечетские помещения возвращались верующим. В период с 1995 по 1999 года — каждый год строились 100—120 новых зданий. В 2000 году численность учтенных мечетей составила 1585.

### XXI век
По данным 2012 года, в Республике насчитывается свыше 2500 мусульманских религиозных организаций, 1245 соборных и центральных мечетей, 826 квартальных мечетей, а также 271 молитвенных домом. Исламское образование представлено высшими, средними (медресе) и начальными (мактабами) учебными заведениями. Управлением Минюста РФ по РД зарегистрировано 15 исламских вузов. В них учатся 1472 человека. В 79 медресе обучается более 3 тыс. студентов. В 158 мактабах — около 3 тыс. учеников.